# Brad McCrimmon
Byron Brad McCrimmon (Plenty, 29 marzo 1959 – Jaroslavl', 7 settembre 2011) è stato un allenatore di hockey su ghiaccio e hockeista su ghiaccio canadese, scomparso nell'incidente aereo che ha coinvolto la squadra della Kontinental Hockey League della Lokomotiv Jaroslavl'.

## Carriera

### Giocatore
Dopo le esperienze nelle squadre giovanili in SJHL e WHL, giocò per diciotto stagioni in National Hockey League con Boston Bruins (da cui era stato scelto al draft 1979, 1979-1982), Philadelphia Flyers (1982-1987), Calgary Flames (1987-1990), Detroit Red Wings (1990-1993), Hartford Whalers (1993-1996) e Phoenix Coyotes (1996-1997).
Con 1222 presenze è all'83º posto tra i giocatori con più presenze in NHL.

### Allenatore

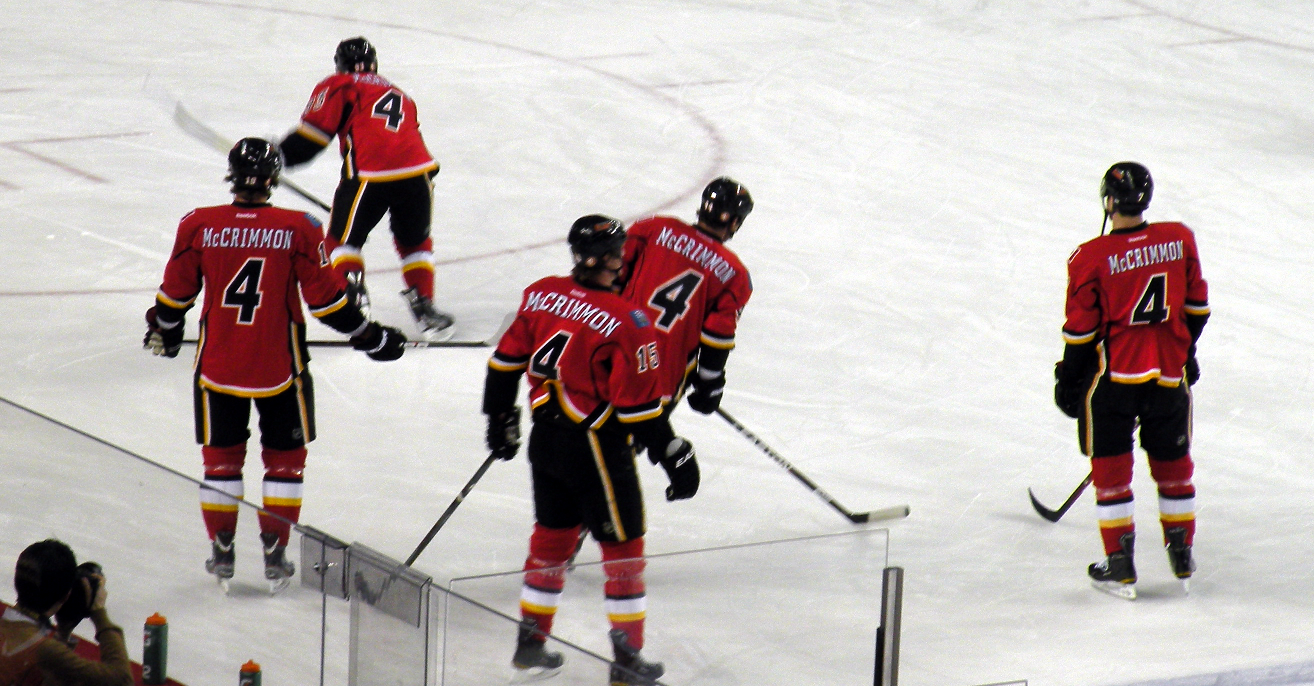
I giocatori dei Calgary Flames con la maglia commemorativa indossata in ricordo di McCrimmon il 31 gennaio 2012 durante il riscaldamento prima della gara contro i Detroit Red Wings

Dopo il ritiro iniziò la sua carriera da allenatore. Fu assistente allenatore di diverse squadre NHL: New York Islanders (1997-1999), Calgary Flames (2000-2003), Atlanta Thrashers (2003-2008) e Detroit Red Wings (2008-2011). Per un biennio (1998-2000) era anche stato primo allenatore dei Saskatoon Blades, in WHL.
Il 29 maggio 2011 era stato scelto come primo allenatore dalla Lokomotiv Jaroslavl', squadra della Kontinental Hockey League. Non riuscì tuttavia mai ad esordire sulla panchina russa: l'aereo che avrebbe dovuto trasportare la squadra a Mosca per la prima giornata di campionato precipitò in fase di decollo, uccidendo l'intera squadra e otto membri dell'equipaggio.

## Statistiche
Statistiche aggiornate.

### Giocatore

#### Club
| Stagione | Squadra               | Stagione regolare | Stagione regolare | Stagione regolare | Stagione regolare | Stagione regolare | Stagione regolare | Playoff | Playoff | Playoff | Playoff | Playoff |
| Stagione | Squadra               | Lega              | P                 | G                 | A                 | Pt                | PIM               | P       | G       | A       | Pt      | PIM     |
| -------- | --------------------- | ----------------- | ----------------- | ----------------- | ----------------- | ----------------- | ----------------- | ------- | ------- | ------- | ------- | ------- |
| 1974-75  | Prince Albert Raiders | SJHL              | 38                | 4                 | 22                | 26                | -                 |         |         |         |         |         |
| 1975-76  | Prince Albert Raiders | SJHL              | 46                | 19                | 39                | 58                | 126               |         |         |         |         |         |
| 1976-77  | Brandon Wheat Kings   | WCHL              | 72                | 18                | 66                | 84                | 96                | 15      | 3       | 10      | 13      | 16      |
| 1977-78  | Brandon Wheat Kings   | WCJHL             | 65                | 19                | 78                | 97                | 245               | 8       | 2       | 11      | 13      | 20      |
| 1978-79  | Brandon Wheat Kings   | WHL               | 66                | 24                | 74                | 98                | 139               | 22      | 9       | 19      | 28      | 34      |
| 1979-80  | Boston Bruins         | NHL               | 72                | 5                 | 11                | 16                | 94                | 10      | 1       | 1       | 2       | 28      |
| 1980-81  | Boston Bruins         | NHL               | 78                | 11                | 18                | 29                | 148               | 3       | 0       | 1       | 1       | 2       |
| 1981-82  | Boston Bruins         | NHL               | 78                | 1                 | 8                 | 9                 | 83                | 2       | 0       | 0       | 0       | 2       |
| 1982-83  | Philadelphia Flyers   | NHL               | 79                | 4                 | 21                | 25                | 61                | 3       | 0       | 0       | 0       | 4       |
| 1983-84  | Philadelphia Flyers   | NHL               | 71                | 0                 | 24                | 24                | 76                | 1       | 0       | 0       | 0       | 4       |
| 1984-85  | Philadelphia Flyers   | NHL               | 66                | 8                 | 35                | 43                | 81                | 11      | 2       | 1       | 3       | 15      |
| 1985-86  | Philadelphia Flyers   | NHL               | 80                | 13                | 43                | 56                | 85                | 5       | 2       | 0       | 2       | 2       |
| 1986-87  | Philadelphia Flyers   | NHL               | 71                | 10                | 29                | 39                | 52                | 26      | 3       | 5       | 8       | 30      |
| 1987-88  | Calgary Flames        | NHL               | 80                | 7                 | 35                | 42                | 98                | 9       | 2       | 3       | 5       | 22      |
| 1988-89  | Calgary Flames        | NHL               | 72                | 5                 | 17                | 22                | 96                | 22      | 0       | 3       | 3       | 30      |
| 1989-90  | Calgary Flames        | NHL               | 79                | 4                 | 15                | 19                | 78                | 6       | 0       | 2       | 2       | 8       |
| 1990-91  | Detroit Red Wings     | NHL               | 64                | 0                 | 13                | 13                | 81                | 7       | 1       | 1       | 2       | 21      |
| 1991-92  | Detroit Red Wings     | NHL               | 79                | 7                 | 22                | 29                | 118               | 11      | 0       | 1       | 1       | 8       |
| 1992-93  | Detroit Red Wings     | NHL               | 60                | 1                 | 14                | 15                | 71                | -       | -       | -       | -       | -       |
| 1993-94  | Hartford Whalers      | NHL               | 65                | 1                 | 5                 | 6                 | 72                | -       | -       | -       | -       | -       |
| 1994-95  | Hartford Whalers      | NHL               | 33                | 0                 | 1                 | 1                 | 42                | -       | -       | -       | -       | -       |
| 1995-96  | Hartford Whalers      | NHL               | 58                | 3                 | 6                 | 9                 | 62                | -       | -       | -       | -       | -       |
| 1996-97  | Phoenix Coyotes       | NHL               | 37                | 1                 | 5                 | 6                 | 18                | -       | -       | -       | -       | -       |

#### Nazionale
| Stagione | Livello    | Risultati    | Risultati | Risultati | Risultati | Risultati | Risultati |
| Stagione | Livello    | Competizione | P         | G         | A         | Pt        | PIM       |
| -------- | ---------- | ------------ | --------- | --------- | --------- | --------- | --------- |
| 1977-78  | Canada U20 | WJC-20       | 6         | 0         | 2         | 2         | 4         |
| 1978-79  | Canada U20 | WJC-20       | 5         | 1         | 2         | 3         | 2         |

### Allenatore

#### Club
| Stagione  | Squadra            | Lega | Ruolo       | Note                                            |
| --------- | ------------------ | ---- | ----------- | ----------------------------------------------- |
| 1997-1998 | New York Islanders | NHL  | Asst. Coach |                                                 |
| 1998-1999 | Saskatoon Blades   | WHL  | Head Coach  |                                                 |
| 1999-2000 | Saskatoon Blades   | WHL  | Head Coach  |                                                 |
| 2000-2001 | Calgary Flames     | NHL  | Asst. Coach |                                                 |
| 2001-2002 | Calgary Flames     | NHL  | Asst. Coach |                                                 |
| 2002-2003 | Calgary Flames     | NHL  | Asst. Coach | Rimpiazzato da Jim Playfair a stagione in corso |
| 2003-2004 | Atlanta Thrashers  | NHL  | Asst. Coach |                                                 |
| 2005-2006 | Atlanta Thrashers  | NHL  | Asst. Coach |                                                 |
| 2006-2007 | Atlanta Thrashers  | NHL  | Asst. Coach |                                                 |
| 2007-2008 | Atlanta Thrashers  | NHL  | Asst. Coach |                                                 |
| 2008-2009 | Detroit Red Wings  | NHL  | Asst. Coach |                                                 |
| 2009-2010 | Detroit Red Wings  | NHL  | Asst. Coach |                                                 |
| 2010-2011 | Detroit Red Wings  | NHL  | Asst. Coach |                                                 |

## Palmarès

### Giocatore

#### Club
- Stanley Cup: 1

 Calgary Flames: 1988-89

#### Individuale
- National Hockey League:

1987-88: All-Star Game
1987-88: Second All-Star Team
1987-88: Best Plus/Minus "Bud Light Trophy" (+48)
- Western Hockey League:

1978-79: First All-Star Team
- Champions Hockey League:

1977-78: First All-Star Team
1978-79: Memorial Cup All-Star Team
- SJHL:

1975-76: Best Defenseman